# Sonland
Sonland är en klippa i Finland.   Den ligger i kommunen Hangö i landskapet Nyland, i den södra delen av landet, 110 km väster om huvudstaden Helsingfors.
Terrängen runt Sonland är mycket platt.  Närmaste större samhälle är Hangö, 16,7 km väster om Sonland. 